# Kleite (Tochter des Danaos)
Kleite (altgriechisch Κλείτη Kleítē) ist in der griechischen Mythologie eine Tochter des Danaos, des Königs von Libya, und der Memphis. Sie zählt daher zu den Danaiden und ist von derselben Mutter die Schwester der Chrysippe und der Sthenele.
Während bei den meisten anderen Vermählungen der 50 Töchter des Danaos, der Danaiden, mit den 50 Söhnen des Aigyptos das Los über die Paarbildungen entschied, bildete bei den drei Schwestern die Ähnlichkeit der Namen die Grundlage für die Wahl des Gatten. So wurde Kleite mit Kleitos verheiratet, während Chrysippe den Chrysippos, Sthenele den Sthenelos zum Mann erhielten.
Im unvollständig erhaltenen Katalog der Töchter des Danaos bei Hyginus Mythographus fehlen sowohl Kleite als auch Kleitos.